# Højelse Kirke
Højelse Kirke ligger syd for Lille Skensved, ikke langt fra Køge. Kirken har ligget der siden midten af det 12. århundrede, hvorfra der stadig er en rest. I kirken findes nogle kalkmalerier fra ca. 1450.
Som så mange andre kirker er Højelse Kirke bygget over flere perioder. Den ældste del (midt skibet) er bygget ca. 1150. Ca. 1450 er skibet forlænget og kalkmalerierne er sandsynligvis lavet samtidigt. Første del af tårnet blev bygget ca. 1350, men blev først i år 1500 forøget til nuværende højde.
Højelse Kirke nævnes sammen med Bjæverskov Kirke en passant i Martin A. Hansens novelle Paa Vognbunden.

## Eksteriør
- Kirkens front
- Gravsten

## Interiør
- Prædikestol og Altertavle
- Djævle
- Sct. George og dragen

## Kirkeskibet i Højelse Kirke
Aage Jensen, der er opvokset i Højelse sogn, har doneret skibsmodellen, som han har opkaldt efter sin plejemor. Skibet er bygget af Sømand Ola Andersson, født i Løderup, Sverige 1866-08-09, død i København 1944-03-08

## Galleri
- Fuldriggeren ’ANE’
- 'ANE’s agterspejl
- ’ANE' i kirkerummet
- Ola Andersson med 'Ane'

## Eksterne kilder og henvisninger
- Wikimedia Commons har flere filer relateret til Højelse Kirke
- Højelse Kirke Arkiveret 31. januar 2011 hos  Wayback Machine hos nordenskirker.dk
- Højelse Kirke hos KortTilKirken.dk
- Højelse Kirke i bogværket Danmarks Kirker (udg. af Nationalmuseet)